# Judicaël Ixoée
Judicaël Ixoée (* 17. März 1990 in Païta, Neukaledonien) ist ein Fußballspieler.

## Karriere
Ixoée startete seine Karriere beim Ouinjo KOne und wechselte im Frühjahr 2008 zu AS Magenta. In der Saison 2008/2009 gab er am 8. April 2009 gegen AS Lössi sein Debüt in der Division d’Honneur für den AS Magenta. Im Oktober 2011 verließ er Neukaledonien und wechselte zum französischen Championnat de France amateur Group C Verein FC Hyères.

### International
Ixoée spielte ab 2010 für die Neukaledonische Fußballnationalmannschaft und wurde im Mai 2012 für die Fußball-Ozeanienmeisterschaft 2012 nominiert.